# Bob ai VII Giochi olimpici invernali
Ai VII Giochi olimpici invernali svoltisi nel 1956 a Cortina d'Ampezzo (Italia) vennero assegnate due medaglie, bob a 2 e bob a 4 maschili.
Le gare si svolsero sulla pista olimpica Eugenio Monti.

## Calendario
| Uomini | Bob a due | Bob a due |  |  |  |  |  | Bob a quattro | Bob a quattro |   |
| Finali |           | 1         |  |  |  |  |  |               | 1             | 2 |

## Atleti iscritti
| America (11)                                                               | America (11)                                                              | America (11)                                                 |
| -------------------------------------------------------------------------- | ------------------------------------------------------------------------- | ------------------------------------------------------------ |
| - Stati Uniti (11)                                                         |                                                                           |                                                              |
| Europa (90)                                                                |                                                                           |                                                              |
| - Austria (9) - Belgio (2) - Francia (6) - Italia (10) - Liechtenstein (2) | - Norvegia (5) - Polonia (9) - Regno Unito (8) - Romania (8) - Spagna (4) | - Squadra Unificata Tedesca (10) - Svezia (9) - Svizzera (8) |

## Podi

### Uomini
| Evento                   | Oro                                                               | Tempo   | Argento                                                              | Tempo   | Bronzo                                                                   | Tempo   |
| Bob a due (dettagli)     | Italia I Lamberto Dalla Costa Giacomo Conti                       | 5:30.14 | Italia II Eugenio Monti Renzo Alverà                                 | 5:31.45 | Svizzera I Max Angst Harry Warburton                                     | 5:37.46 |
| Bob a quattro (dettagli) | Svizzera I Franz Kapus Gottfried Diener Robert Alt Heinrich Angst | 5:10.44 | Italia II Eugenio Monti Ulrico Girardi Renzo Alverà Renato Mocellini | 5:12.10 | Stati Uniti I Art Tyler William L. Dodge Thomas Butler James Ernest Lamy | 5:12.39 |

## Medagliere
| Posizione | Paese       |   |   |   | Totale |
| --------- | ----------- | - | - | - | ------ |
| 1         | Italia      | 1 | 2 | 0 | 3      |
| 2         | Svizzera    | 1 | 0 | 1 | 2      |
| 3         | Stati Uniti | 0 | 0 | 1 | 1      |
| Totale    | Totale      | 2 | 2 | 2 | 6      |